# Ribeira Brava (São Nicolau)
A vila da Ribeira Brava, também conhecida popularmente (em crioulo) por Stanxa (do português Estância), é a sede do concelho do mesmo nome. Tem uma população de 4 892 habitantes[carece de fontes?]. Deve o seu nome ao aspecto impetuoso da sua ribeira em épocas de chuvas.
Localiza-se 9 km nordoeste de Tarrafal de São Nicolau e 54 km via caminho. Aeroporto de Preguiça, o aeroporto da ilha é localizado do sul e do porto da zona este da ilha.
Ribeira Brava serviram os centro do impresas da zonas desde de fundação da povoação.